# Les Naturiales
Les Naturiales est un événement annuel dédié à la nature et à l'environnement se déroulant  durant plusieurs jours de fin de semaine en mai, dans la ville de Fontainebleau, en France.

## Présentation
Des kiosques d'exposition s'établissent en allées. Y sont notamment présentés un « éco-village », des ventes et des trocs de plantes, un marché du terroir et des « ateliers nature ». L'Office national des forêts a déjà participé à une édition pour une reconstitution de l'écosystème de la forêt,. Des promenades guidées en forêt sont aussi coordonnées dans le cadre de ces événements.
En parallèle des sujets environnementaux, des animations sont aussi organisées, comme la mise en place de tyroliennes de 40 et 60 mètres,.
Après la rénovation de la place de la République en 2017, le format de l'événement se voit réduit pour répondre aux enjeux de sécurité et éviter les interruptions de la circulation urbaine. À présent uniquement installé sur cette place, la manifestation fait exceptionnellement déplacer le marché dominical au parking Boufflers.

## Lieux
Le festival se déroule essentiellement sur la place de la République. Selon les éditions, des animations peuvent en parallèle avoir lieu sur la place Napoléon-Bonaparte, sur la place d'Armes, au théâtre municipal, devant l'hôtel de ville et sur plusieurs rues du centre-ville.

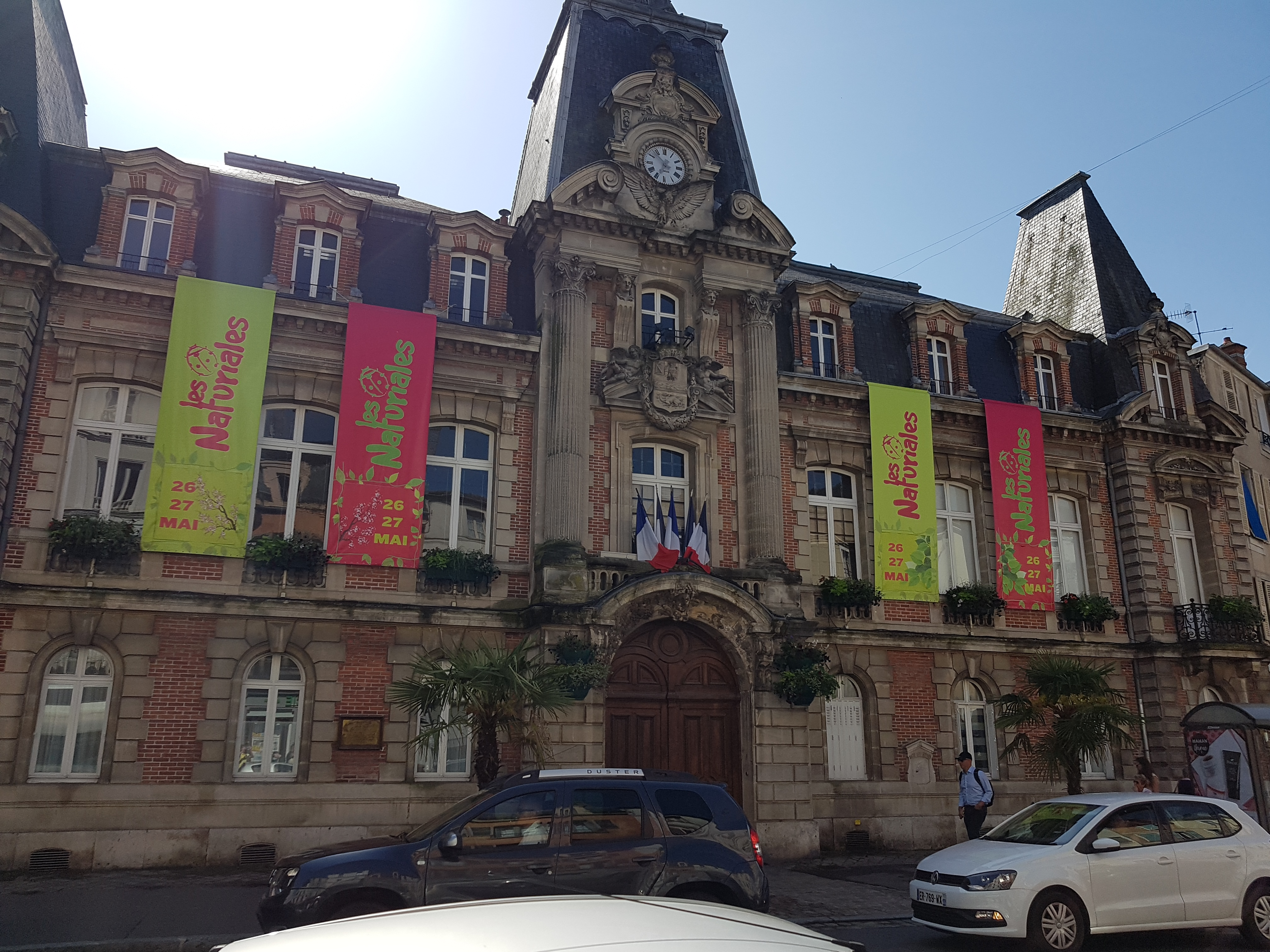
L'hôtel de ville décoré de bannières pour le festival, en 2018

## Éditions
| Année                                    | Jours | Thème | Affluence | Sources | |
| ---------------------------------------- | --- | --- | --- | --- | --- |
| Les données manquantes sont à compléter. | | | | | |
| 2005                                     | 14 et 15 mai | | | [ 4 ] | |
| 2011                                     | 6, 7 et 8 mai | Année internationale de la forêt | | , | |
| 2012                                     | | Fleurs, plantes et jardins | 18 000 | [ 10 ] | |
| 2013                                     | 18 et 19 mai | Fleurs, plantes et jardins | | [ 10 ] | |
| 2016                                     | 21 et 22 mai | Le vélo | | [ 11 ] | |
| 2018                                     | 26 et 27 mai | La forêt s’invite en ville | | [ 12 ] | |
| 2019                                     | 18 mai et 19 mai | La ferme | | , | |
| 2020                                     | Au vu des restrictions sanitaires dues à la pandémie de Covid-19, tous les événements de la Ville ont été suspendus jusqu'au 31 août 2020, dont l'édition de 2020 des Naturiales, qui n'a par conséquent pas eu lieu. | Au vu des restrictions sanitaires dues à la pandémie de Covid-19, tous les événements de la Ville ont été suspendus jusqu'au 31 août 2020, dont l'édition de 2020 des Naturiales, qui n'a par conséquent pas eu lieu. | Au vu des restrictions sanitaires dues à la pandémie de Covid-19, tous les événements de la Ville ont été suspendus jusqu'au 31 août 2020, dont l'édition de 2020 des Naturiales, qui n'a par conséquent pas eu lieu. | Au vu des restrictions sanitaires dues à la pandémie de Covid-19, tous les événements de la Ville ont été suspendus jusqu'au 31 août 2020, dont l'édition de 2020 des Naturiales, qui n'a par conséquent pas eu lieu. | Au vu des restrictions sanitaires dues à la pandémie de Covid-19, tous les événements de la Ville ont été suspendus jusqu'au 31 août 2020, dont l'édition de 2020 des Naturiales, qui n'a par conséquent pas eu lieu. |
| 2021                                     | 22 mai et 23 mai | Les oiseaux | | [ 16 ] | |

## Partenariats
Depuis plusieurs années[Depuis quand ?], un partenariat est entretenu avec la société de parcs de stationnement Interparking France,. Ce partenariat a été à nouveau approuvé par le conseil municipal pour l'édition de 2020 (finalement annulée en raison de la pandémie).

## Galerie

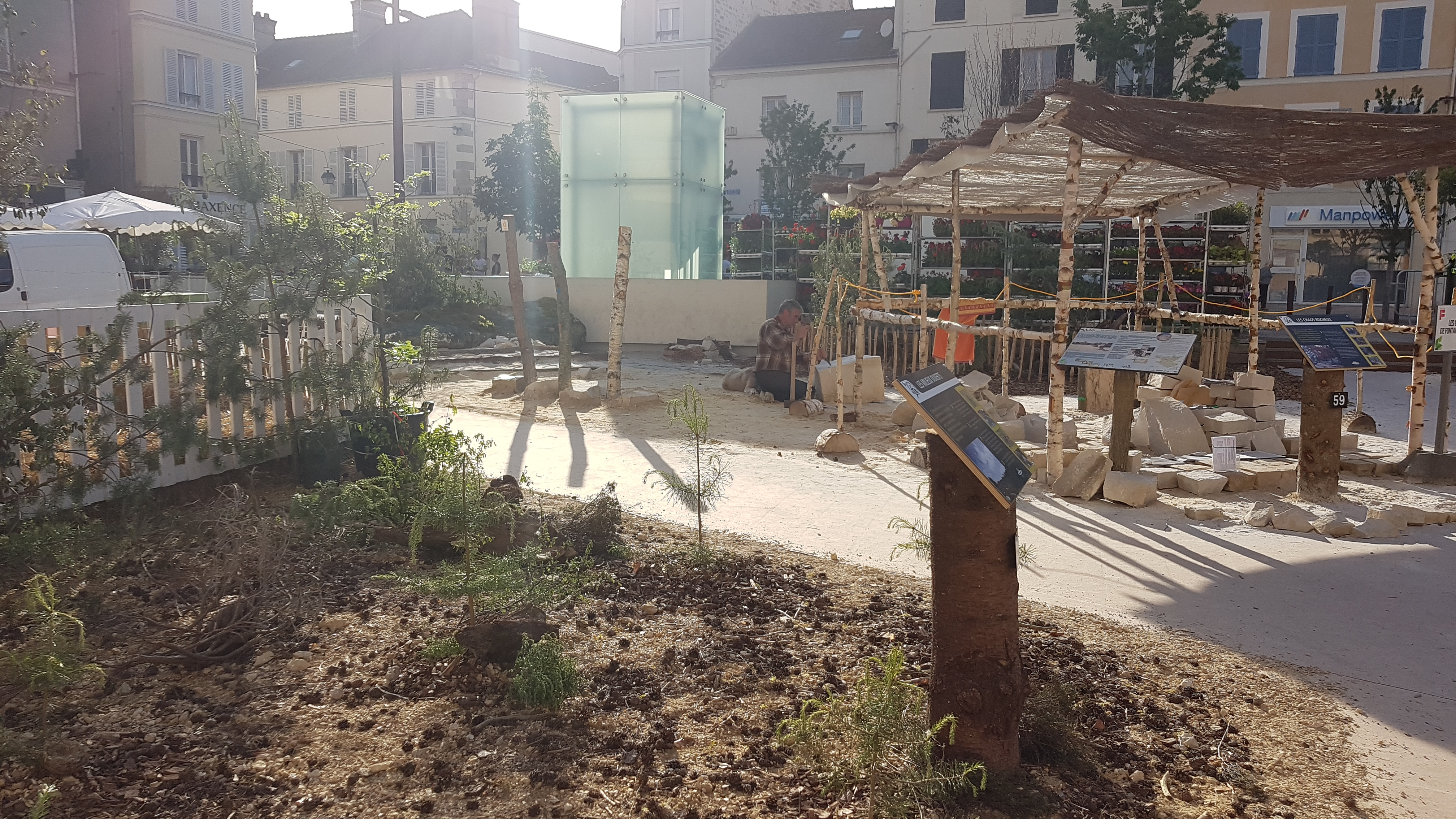
Installations sur la place de la République, en 2018
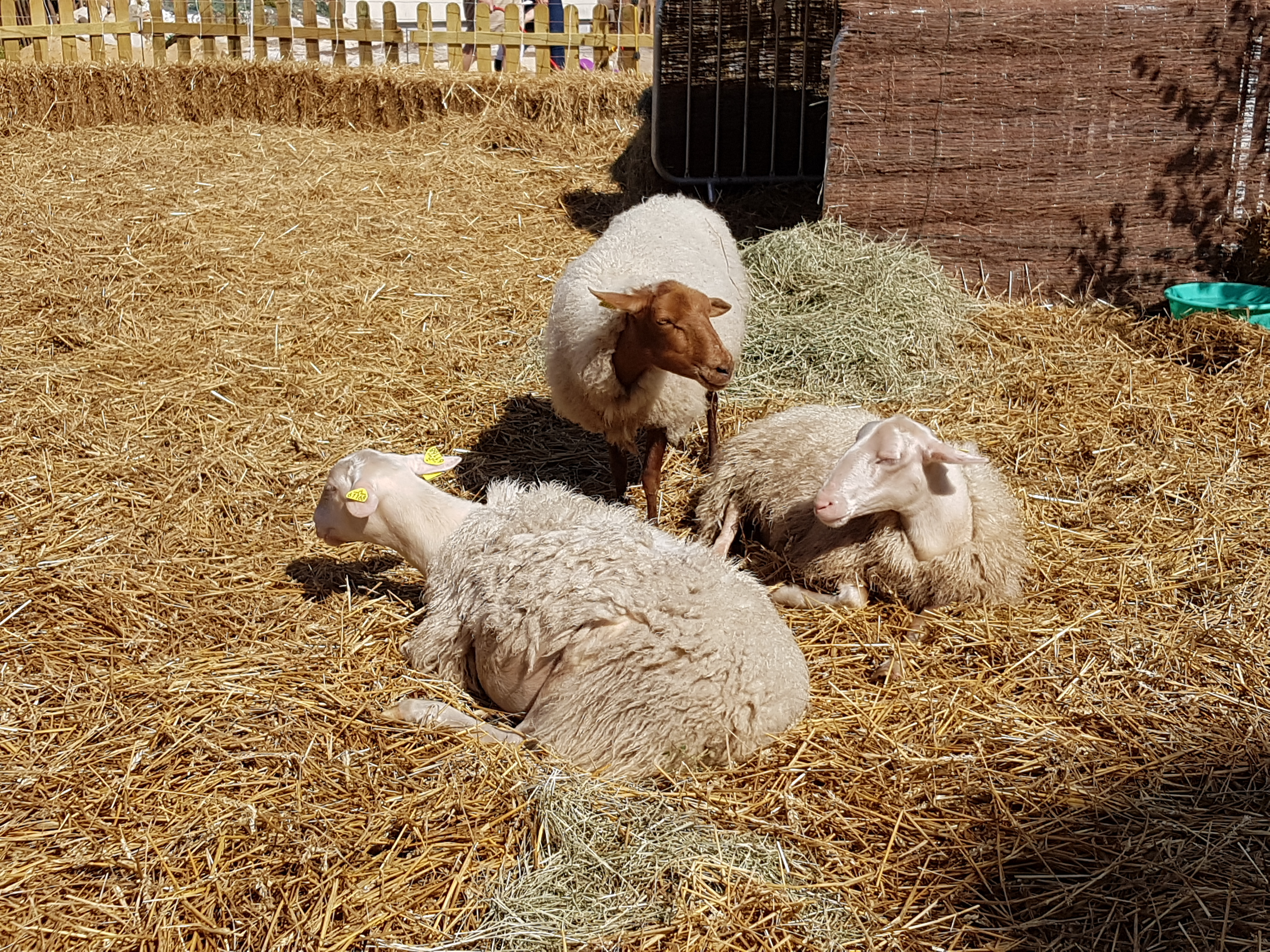
Moutons sur la place de la République, en 2018
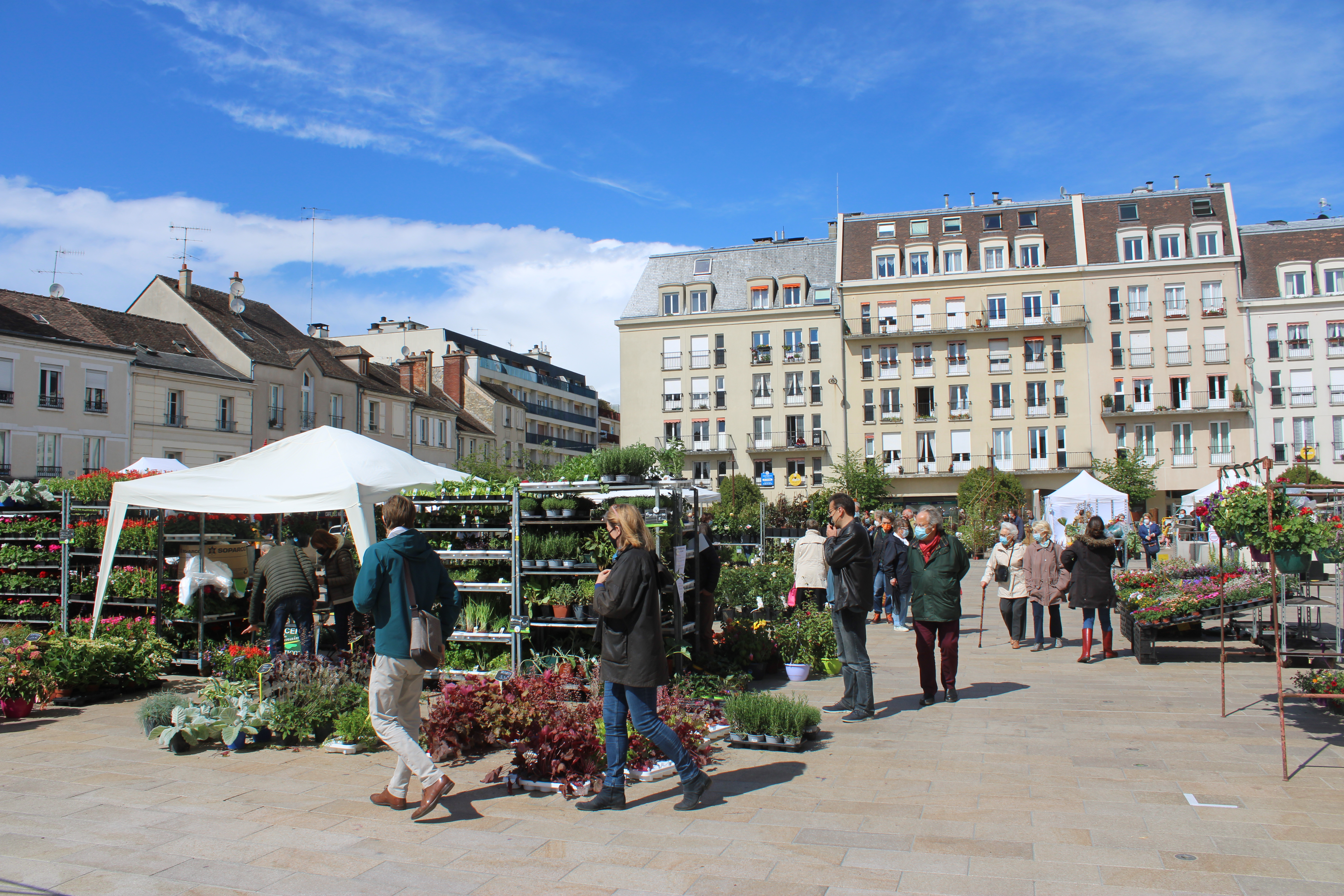
Installations sur la place de la République, en 2021
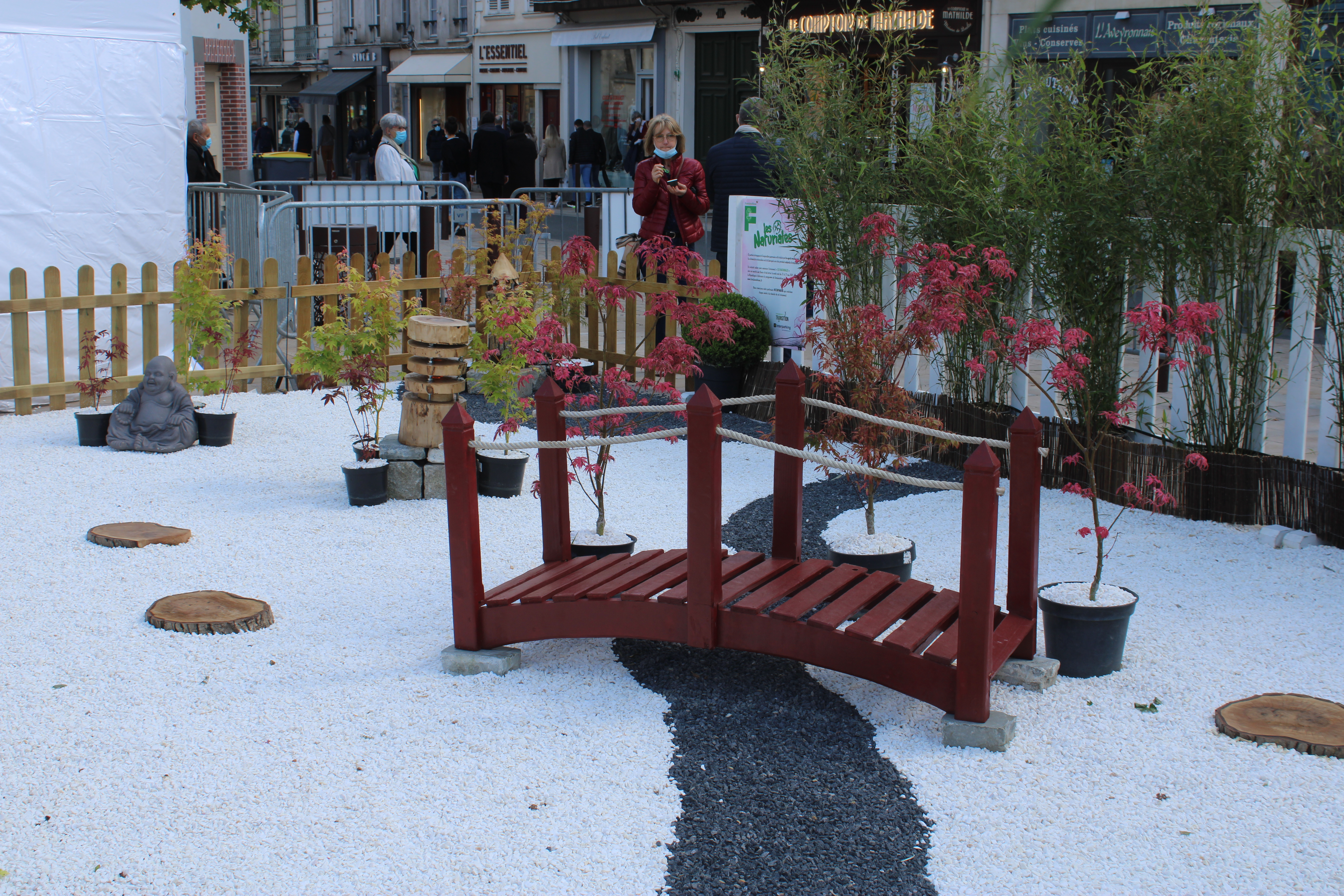
Jardin japonais sur la place de la République, en 2021